# Српски мач
Српски мач, је било Борачко друштво основано 1897. у Београду, које 1906. мења назив у Борачко-лоптачко друштво Српски мач.
Један од оснивача друштва био је Шарл Дусе (фр. Charles Doucet) учитељ мачевања на Војној академији у Београду. Вежбаоница друштва била је у старој згради Српске народне скупштине (угао улице Кнеза Милоша и Краљице Наталије (бившег Народног фронта). Друштво је често приређивало добро посећена такмичења. Нарочито су се истицали питомци Војне академије, млади официри и чланови Српског мача у првом реду Радивоје Новаковић. Он је иницирао и покретања лоптачке секције а 1906. изабран је за председника друштва. Српски мач се после 1906. оријентисао више на фудбал и био је до 1914. међу најбољим спортским друштвима Србије. 
Године 1911. практично долази до распада фудбалског клуба, када десетак најбољих фудбалера напушта клуб и прелази у БСК, који су том приликом основали. Наиме, играчи су и поред забране председник клуба Радивоја Новаковића отпутовали у Аустроугарску, у Загреб, где су одиграли две утакмице против ХАШК (обе су изгубили). Како нису смели да играју под именом клуба, наступили су као „репрезентација Србије“. За овај тим тада су у Загребу наступили: Драгољуб Јаконић, Димитрије Стаменковић, Ото Кохоут, Душан Јанковић, Милош Екерт, Љубомир Јанковић, Јосип Папо, Милош Петровић, Ђорђе Поповић, Јосип Хорачек и Владимир Крстић.
Секретар и један од фудбалера овог клуба био је Милош Екерт, који је дошао крајем 1907. године а напустио је клуб са саиграчима оснивањем БСК, где је постао и благајник.
Након овог вредност фудбалске екипе опада, па се у првим поратним годинама фудбалска секција такмичи се у нижим разредима за првенство Београда, а мачевање је одласком Радивоја Новаковића потпуно занемарено.
До престанка рада клуба је дошло 1911.